# 島岩
島 岩（しま いわお、1950年2月12日 - 2007年5月12日）は、日本のインド思想史学者。専攻はインド哲学。
福井県生まれ。名古屋大学大学院文学研究科印度哲学専攻博士課程中退。インド・マハラシュトラ州西部のプーナ大学留学。1988年に第30回印度学仏教学会賞受賞。金沢大学文学部助教授、教授。2001年「「バーマティー」の文献学的研究」で金沢大学より文学博士の学位を取得。

## 著書
- 『インド 心と文化のオクターブ』明石書店 1994
- 『シャンカラ』清水書院 Century books 人と思想 2002、新版2015
- 『『バーマティー』の文献学的研究』高島淳・森雅秀編

東京外国語大学アジア・アフリカ言語文化研究所 アジア・アフリカ言語文化叢書 2012
共編　
- 『聖者たちのインド』坂田貞二共編 春秋社 2000

### 翻訳
- ラーマクリシュナ・G.バンダルカル『ヒンドゥー教 ヴィシュヌとシヴァの宗教』池田健太郎共訳 せりか書房 1984
- 『ジュニャーネーシュヴァリー 1-3章』金沢大学文学部比較文化研究室 金沢大学アジア宗教文化叢書 2002
- リチャード・ゴンブリッチ、ガナナート・オベーセーカラ『スリランカの仏教』法藏館 2002